# Remnant: From the Ashes
Remnant: From the Ashes — компьютерная игра в жанре action/RPG и шутера от третьего лица, разработанная американской студией Gunfire Games и выпущенная компанией Perfect World Entertainment для Microsoft Windows, PlayStation 4 и Xbox One в 2019 году и для Nintendo Switch в 2023 году. Действие игры происходит как на постапокалиптической Земле, разорённой нашествием монстров, так и в других мирах; геймплей допускает кооперативную игру в группе до трёх человек, причём планировка областей игры, набор врагов и боссов меняется с каждым прохождением. Remnant получила в целом положительные отзывы и приобрела коммерческий успех; обозреватели высоко оценили её боевую систему и дизайн мира, хотя критиковали сюжет и систему снаряжения и называли Remnant вторичной по отношению к серии Souls и подобным играм. В 2023 году была выпущена игра-продолжение — Remnant 2.

## Игровой процесс
Игровой процесс Remnant: From the Ashes очень близок к играм серии Souls: управляемый игроком персонаж исследует мир, наполненный монстрами и трудными боссами; он точно так же может отдохнуть на «мировых камнях» — контрольных точках, аналогичных «кострам» из Souls. В отличие от серии Souls, где упор сделан на сражения в ближнем бою, Remnant включает в себя элементы шутера от третьего лица — игровой персонаж, помимо холодного оружия, носит с собой два вида огнестрельного: одно основное и одно дополнительное. В качестве такого оружия могут использоваться пулеметы, дробовики, охотничьи ружья, снайперские винтовки и тому подобное; к оружию можно присоединять «модификации», дающие игроку дополнительные возможности. В начале Remnant игрок создаёт собственного персонажа и в дальнейшем двигается через «миры» — области игры, каждая из которых генерируется случайным образом в каждом новом прохождении из собираемого так или иначе набора меньших фрагментов; иными словами, разные прохождения отличаются друг от друга, хотя эта последовательность и объединена общим для всех прохождений сюжетом. Игрок может улучшать оружие и броню за счёт найденных в мире игры материалов и также получать «очки талантов» для повышения характеристик своего игрового персонажа. В отличие от серии Souls, где все враги заранее расставлены разработчиками на определённых местах, в Remnant их появлением управляет ИИ-«режиссёр», наподобие схожей системы в Left 4 Dead: этот режиссёр может, например, бросить против игрока волну мелких врагов и одного или нескольких мини-боссов или, наоборот, дать передышку. Игра предупреждает игрока о появлении волны врагов специальным звуком.
В отличие от игр серии Souls, где многопользовательская составляющая присутствует лишь в ограниченном виде, Remnant позволяет игрокам продвигаться по сюжету как в одиночку, так и вдвоем или втроём, причём сложность автоматически подстраивается в зависимости от количества игроков в группе. Если один игрок присоединяется к игре другого, все найденные предметы получает как «хозяин», так и «гость»; тем не менее, продвижение по сюжету учитывается для всех игроков раздельно. Это связано с тем, что в прохождениях разных игроков структура локаций и даже набор боссов может отличаться. В отличие от других подобных игр, игроки не теряют никаких предметов или очков навыков после смерти — их персонажи лишь возвращаются к последней контрольной точке. После каждой смерти персонажа враги на уровне заменяются — может измениться их количество или состав, что позволяет сохранить разнообразие в игровом процессе.

## Сюжет
Действие Remnant: From the Ashes начинается на Земле — постапокалиптическом мире, восемьдесят лет назад захваченном ордой чудовищ под названием Корень. Ранее — в игре Chronos — из вернувшейся в средневековье деревни уже ушёл один герой, пытавшийся убить злого дракона; хотя дракон и был убит, этот герой так и не вернулся. Безымянный игровой персонаж Remnant: From the Ashes отправляется к башне на острове — предполагаемому источнику чудовищ. Путь приводит его в Убежище 13 — подземный бункер среди руин города, где живут немногие выжившие. Руководитель Убежища, командир Форд, просит найти её деда, основателя Убежища. Двигаясь по его стопам, герой встречается с Матерью Корня — старухой, сросшейся с чудовищными корнями — и Хранителем, инопланетным существом, охраняющим вход в межпространственный Лабиринт: этим же путем когда-то прошёл и Основатель Форд.
Через Лабиринт игровой персонаж попадает в параллельные миры: одним из них становится Ром — планета пустынь, обезображенная применением ядерного оружия в попытке защититься от Корня. Правитель Рома, Бессмертный Король, поручает герой отправиться на болотистую планету Корсус, чтобы убить тамошнего Стража — божественное существо, оберегающее планету от врагов из иных измерений; Король просит принести ему волшебное сердце этого существа. Когда герой завладевает сердцем, он может как принести его Королю во исполнение сделки, так и отдать драгоценный предмет Королеве Искал — воплощению обладающего коллективным разумом культа паразитов, поработивших аборигенов планеты. Если игрок примет сторону Королевы и отдаст сердце ей, ему приходится сразиться с Бессмертным Королем и убить его.
Затем герой отправляется в лесной мир Яеша, расколотый гражданской войной между его сатироподобными обитателями — здесь он помогает группе повстанцев. В конце концов герой находит Основателя Форда в заключении и освобождает его — в качестве благодарности Форд отдает герою ключ, позволяющий попасть из Убежища 13 в искомую башню, она же Убежище 17. В Убежище 13 игрок может найти документы, рассказывающие предысторию игры: Корень попал на Землю в результате неудачных научных экспериментов с использованием человеческого подсознания в попытке заглянуть в другие миры; эти эксперименты ставились на людях — Спящих. Попав в Убежище 17, герой встречает одинокого Спящего; герой сражается с ним самим и с одолевающим его Кошмаром, разрывая связь между Землёй и Корнем.

## Загружаемый контент

### Swamps of Corsus
Первое дополнение к игре — Swamps of Corsus — было выпущено 28 апреля 2020 года. Действие дополнения разворачивается на уже представленной в основной игре планете Корсус, добавлены новые боссы, враги, оружие, модификации и события. Дополнение включает в себя режим Survival, в котором игрок начинает игру с простейшим оружием и должен искать новое оружие и выживать как можно дольше.

### Subject 2923
Второе дополнение вышло 20 августа 2020 года. Оно добавляет новые области — в том числе новый заснеженный мир Реисум, населённый крысоподобной расой Урикки — и расширяет сюжет игры: игрок посещает заброшенную военную базу, где проводились первые эксперименты со Спящими.

## Разработка
Техасская студия Gunfire Games состояла из выходцев из Vigil Games; её ключевые фигуры, в том числе руководитель студии Дэвид Адамс, также работали в недолго просуществовавшей Crytek USA, прежде чем создать собственную независимую студию. Remnant первоначально была маленьким экспериментальным проектом, который мог оказаться и неудачным — над её прототипом работало всего несколько человек, тогда как остальные сотрудники студии занимались подрядной работой или другими проектами. Игра была официально анонсирована 12 июля 2018 года.
Remnant создавалась сразу с прицелом на кооперативную игру в онлайне, где уровни создаются по-разному для разных игроков — таким образом, присоединившись к чужой игре, игрок находил бы другие области игры и другие сокровища. Разработчики желали избавить игроков в Remnant от характерного для компьютерных ролевых игр «гринда» — обязанности проходить одно и то же место игры снова и снова в погоне за какой-то наградой: согласно их задумке, игрок вместо этого должен присоединяться к другим игрокам в онлайне, каждый раз получая что-то новое. Адамс в то же время не считал, что в игру можно играть бесконечно и мирился с мыслью, что кто-то может завершить прохождение Remnant и считать игру законченной. «Огонь по своим» — когда персонажи игроков-союзников своими выстрелами наносят урон друг другу — был введен в игру сознательно; с точки зрения Адамса, этот принцип заставляет игроков работать сообща и думать о товарищах, а не просто слепо стрелять в сторону противника.

## Отзывы и продажи
| Сводный рейтинг       | Сводный рейтинг                       |
| Агрегатор             | Оценка                                |
| --------------------- | ------------------------------------- |
| GameRankings          | 80,32 %                               |
| Metacritic            | 78 % (Windows) 77 % (PS4) 81 % (XOne) |
| «Критиканство»        | 76 %                                  |
| Иноязычные издания    |                                       |
| Издание               | Оценка                                |
| Game Informer         | 8,5/10                                |
| GameSpot              | 7/10                                  |
| IGN                   | 8/10                                  |
| Русскоязычные издания |                                       |
| Издание               | Оценка                                |
| 3DNews                | 8,0/10                                |
| «Игромания»           | («Сойдёт»)                            |
| «Мир фантастики»      | 7/10                                  |

Remnant: From the Ashes получила «преимущественно положительные» отзывы согласно агрегатору обзоров Metacritic.
Обозреватель IGN Дэвид Жано назвал боевую систему Remnant — хотя и описываемую как «Dark Souls с упором на стрельбу» — «совершенно фантастической», а декорации игры — завораживающими, но в то же время посчитал систему снаряжения и повествование неудовлетворительными и указал на проблемы с балансом. Алессандро Барбоса в рецензии для GameSpot отметил, что Remnant заимствует большую часть своих геймплейных концепций из других игр, как серия Souls или Left 4 Dead — когда они работают вместе, они работают хорошо, но игра становится «сбивающей с толку», когда эти разнородные устоявшиеся идеи не совпадают; то же самое касалось и озадачивающего сюжета. Рецензент, впрочем, посчитал, что «эксперимент удался» — сражения с трудом добытым оружием в руках приносят огромное удовлетворение. Иван Афанасьев в обзоре для «Игромании» посчитал игру очередной попыткой сделать «Dark Souls со стволами»; среди сильных сторон игры он назвал «отменную боёвку», атмосферу апокалипсиса и разнообразие противников, а среди слабых — невнятный сюжет, малоудачный мультиплеер и необходимость проходить игру много раз, чтобы открыть все возможности.

### Продажи
В Японии версия игры для PlayStation 4 стала пятой в рейтинге продаж за первую неделю выпуска: было продано 19 244 копий. К октябрю 2019 года во всем мире было продано более 1 миллиона копий игры, а к ноябрю 2020 — 1,7 миллиона.

## Связанные игры
Remnant тесно связана с более ранней игрой Chronos, выпущенной Gunfire Games для устройств виртуальной реальности в 2016 году; их действие происходит в одном и том же мире. В 2020 году Gunfire Games и компания-издатель THQ Nordic перевыпустили игру под названием Chronos: Before the Ashes для других платформ (Microsoft Windows, PlayStation 4, Xbox One, Nintendo Switch и для облачного сервиса Stadia). В 2023 году была выпущена игра-продолжение — Remnant 2.